# Iteaphila conjuncta
Iteaphila conjuncta är en tvåvingeart som först beskrevs av Daniel William Coquillett 1900.  Iteaphila conjuncta ingår i släktet Iteaphila, ordningen tvåvingar, klassen egentliga insekter, fylumet leddjur och riket djur. Inga underarter finns listade i Catalogue of Life.